# Unió Democràtica Lahu
La Unió Democràtica Lahu (en birmà: လားဟူဒီမိုကရက်တစ်အစည်းအရုံး) és un grup polític insurgent Lahu de Myanmar. Va signar l'alto el foc nacional amb el govern de Myanmar el 13 de febrer de 2018. L'UDL forma part del Consell Federal de les Nacionalitats Unides i la seva coalició militar, l'Exèrcit Federal Unit.